# Weidner Field
Das Weidner Field ist ein Fußballstadion in der US-amerikanischen Stadt Colorado Springs im Bundesstaat Colorado. Es ist die Heimspielstätte der Colorado Springs Switchbacks aus der USL Championship (USLC) und löste das alte Weidner Field von 1985 ab, das jetzt den Namen Switchbacks Training Stadium trägt. Der Stadionname bestand schon seit 2017 für die alte Heimspielstätte. Am 15. Oktober 2020 wurde bekannt, dass das neue Stadion weiter den Namen Weidner Field tragen wird.

## Geschichte
Im Juli 2018 wurden die Pläne für das Stadionbauprojekts vorgestellt. Das Stadion mit 8000 Sitzplätzen ist Teil eines 2,3 Mrd. US-Dollar Großprojekts zur Sanierung von Downtown Colorado Springs mit dem Namen City of Champions inklusive z. B. eines neuen US-Olympia- und Paralympic-Museum, einem Besucherzentrum für die United States Air Force Academy und einem Sportmedizinzentrum (UCCS William J. Hybl Sports Medicine and Performance Center). Hinzu kommen Unterhaltungsviertel mit Wohnungen, Restaurants und Bars. Der Bau begann am 7. Dezember 2019 mit dem ersten Spatenstich. Am 21. Mai 2021 wurde der Neubau vor 5600 Zuschauern (auf 70 Prozent Kapazität aufgrund der Auflagen zur COVID-19-Pandemie begrenzt) mit der Partie Colorado Springs Switchbacks gegen New Mexico United (1:3) eröffnet.
Am Haupteingang des Stadions steht eine riesige Skulptur mit dem Namen The Epicenter. Sie stellt mit einem Durchmesser von 65,5 ft (rund 20 m) und eine Höhe von 35 ft (10,67 m) eine große spiegelnde Kugel und zwei ineinandergreifende, beleuchtbare, Ringe dar. Sie wiegt mehr als 164.000 Pfund (annähernd 75 t) und wurde von Dean Weidner, Gründer von Weidner Apartment Homes und Namenssponsor, in Auftrag gegeben. Das Kunstwerk kostete 4,5 Mio. US-Dollar.
Das Weidner Field liegt auf einer Höhe von 6035 ft (1839 m) über dem Meeresspiegel und ist damit das höchstgelegene Fußballstadion, das von einem US-amerikanischen Profifußballteam bespielt wird. Der Kunstrasen auf dem Spielfeld ist eine Mischung aus Kork und Kokosnussschalen (Corkconut Turf Field) und soll sich bei Sonneneinstrahlung nicht so stark aufheizen wie ein Kunstrasen mit Gummischicht. Darüber hinaus soll das künstliche Grün, wegen der Verwendung der Kokosschalen, besser bespielbar bei großen Regenmengen und nicht zu schwimmen beginnt.
Die Räumlichkeiten des Stadions stehen für verschiedene Veranstaltungen wie Hochzeiten, Geburtstagsfeiern, Tagungen, Bankette, Teambildung-Veranstaltungen, religiösen Versammlungen oder andere Anlässe zur Verfügung. Bis zu 15.000 Zuschauer fasst die Sportstätte maximal. Neben dem Fußball finden auch Konzerte im Stadion statt.